# Gilles Reinhardt
Gilles Reinhardt est un cuisinier français, né le 21 mars 1975 à Mulhouse.
Depuis 2000, il travaille au sein de L'Auberge du Pont de Collonges, d'abord en qualité de sous-chef, puis de chef de cuisine (2004), enfin de chef exécutif (2018).

## Biographie
Né le 21 mars 1975 à Mulhouse d'un père et d'une mère ouvriers, Gilles Reinhardt a passé son enfance et son adolescence à Fellering (Haut-Rhin).
Il est élève à l'école hôtelière de Strasbourg de 1990 à 1994. Il travaille au Fer Rouge (restaurant étoilé) en 1994 puis fait son service militaire au sein du service « restauration » du ministère des Finances (1995).
Il est embauché par Paul Bocuse au début de 1996 en tant que commis de cuisine au sein de L'Auberge du Pont de Collonges. Il travaille ensuite à Reims chez Gérard Boyer (trois étoiles Michelin) de 1997 à 2000.
En 2000, il revient travailler au sein de l'Auberge du Pont de Collonges, d'abord en qualité de sous-chef, puis de chef de cuisine (2004).
Le titre de « meilleur ouvrier de France » lui est décerné en 2004.
Fin 2017, il est nommé par Paul Bocuse chef exécutif de l'Auberge du Pont de Collonges, quelques semaines avant la mort du célèbre cuisinier.

## Vie privée
Gilles Reinhardt est marié depuis 2016 et le couple a eu un enfant.